# Воронка Ігор Володимирович
І́гор Володи́мирович Воро́нка (3 липня 1975, Київ, Київська область — 6 липня 2024, Донецька область, Україна) — оперний співак (бас), скрипаль, актор, заслужений артист України (2009), військовослужбовець ЗСУ, учасник російсько-української війни.

## Життєпис
Навчався у школі № 93 міста Київ, потім у Національній музичній академії України ім. Чайковського.
Був артистом Національної академічної капели «Думка» (співав басом), з 2017 року брав участь у проєктах мистецької платформи «Open Opera Ukraine».
Від початку повномасштабного вторгнення служив (позивний «Атос») у 206-му окремому батальйоні територіальної оборони. У 2023 році був важко поранений, пізніше повернувся на службу. На фронті мав із собою скрипку.
Загинув на окупованій території Донеччини ввечері 6 липня 2024 року.
Мав дружину — Марину Александрівну Раєвську і сина — Олексія Ігоровича Воронку.

## Нагороди
Почесне звання «Заслужений артист України» (6 листопада 2009 року) — за значний особистий внесок у розвиток українського музичного мистецтва, вагомі творчі здобутки та з нагоди 90-річчя від дня створення Національної заслуженої академічної капели України «Думка».